# Jane Gardam
Jane Mary Gardam, geb. Pearson, OBE, FRSL (* 11. Juli 1928 in Coatham, North Yorkshire; † 28. April 2025 in Chipping Norton, Oxfordshire) war eine englische Schriftstellerin. Sie schrieb Erzählungen, Romane und Kinderbücher. Im deutschsprachigen Raum wurde sie erst seit Mitte der 2010er-Jahre durch Übersetzungen ihrer Werke bekannter, beginnend mit der „Old-Filth“-Buchtrilogie.

## Leben und Werk
Jane Pearson, verheiratete Gardam, besuchte die Saltburn High School for Girls, bevor sie mit einem Stipendium am Bedford College der University of London Englisch studierte. Nach dem Studium arbeitete sie 1951 als reisende Bibliothekarin für Krankenhausbibliotheken des Roten Kreuzes. 1952 nahm sie Tätigkeiten im Bereich Lektorat für das Weldon Ladies Journal und für Time and Tide auf. Nach der Geburt ihres ersten Kindes im Jahr 1956 zog sie sich zunächst aus dem Berufsleben zurück.
Ihr erstes Buch Weit weg von Verona veröffentlichte sie 1971 im Alter von 43 Jahren, nachdem ihr drittes Kind eingeschult war. Sie schrieb zunächst Kinder- und Jugendbücher, seit den späten 1970er-Jahren aber auch Romane, die viele Auszeichnungen erhielten. Zudem veröffentlichte sie zahlreiche Kurzgeschichten. Als Journalistin verfasste sie für The Spectator und The Telegraph Kritiken, ebenso schrieb sie für BBC Radio. Gardams Alterswerk bildete insbesondere eine zwischen 2004 und 2013 veröffentlichte Romantrilogie (Ein untadeliger Mann, Eine treue Frau, Letzte Freunde), welche von Menschen aus ihrer Generation sowie dem Ende des Britischen Empires erzählt.
Gardam war Fellow der Royal Society of Literature und wurde 2009 zum Officer des Order of the British Empire ernannt. Sie war von 1954 bis zu dessen Tod 2010 mit dem Anwalt David Gardam verheiratet. Das Paar hatte drei Kinder, darunter den Journalisten und Oxford-Dozenten Tim Gardam (* 1956). Gardam lebte über Jahrzehnte in einem denkmalgeschützten Haus in Sandwich, East Kent. Sie starb 2025 im Alter von 96 Jahren in einem Pflegeheim in Oxfordshire.
2016 wurde Gardam in Deutschland als „die literarische Entdeckung der Saison“ gefeiert, nachdem ihr Roman Ein untadeliger Mann ins Deutsche übersetzt und zum Bestseller geworden war. Seitdem erfolgen stetig weitere Übersetzungen von Gardams Romanen ins Deutsche.

## Auszeichnungen
Für ihr Werk wurde Gardam mit zahlreichen Literaturpreisen gewürdigt. Bereits ihr erster Erzählband für Erwachsene Black Faces, White Faces, der 1975 erschien, erhielt den David Higham Prize for Fiction und den Winifred Holtby Memorial Prize. Ihr Roman God on the Rocks von 1978 wurde mit dem französischen Prix Baudelaire ausgezeichnet sowie für den Booker Prize nominiert. Der Roman wurde darüber hinaus für das Fernsehen verfilmt. Mit dem Whitbread Book Award wurde sie 1981 für ihr Kinderbuch The Hollow Land und 1991 für ihren Roman The Queen of the Tambourine ausgezeichnet. 2015 wählte die BBC Gardams Roman Old Filth auf Platz 71 ihrer Liste der besten britischen Romane aller Zeiten.

## Werke

### Kinderbücher
- A Long Way from Verona (1971)
  - Weit weg von Verona. Roman. Übersetzung Isabel Bogdan. Hanser, München 2018, ISBN 978-3-446-26040-5.
- A Few Fair Days (1971)
- The Summer After the Funeral (1973)
- Bridget and William (1981)
- The Hollow Land (1981)
  - Bell und Harry. Übersetzung Isabel Bogdan. Hanser, München 2019, ISBN 978-3-446-26199-0.
- Horse (1982)
- Kit (1983)
- Kit in Boots (1986)
- Swan (1987)
- Through the Doll’s House Door (1987)
- Black Woolly Pony (1993)
- Tufty Bear (1996)
- The Kit Stories (1998)

### Kurzgeschichtensammlungen
- Black Faces, White Faces (1975)
- The Sidmouth Letters (1980)
- The Pangs of Love and Other Stories (1983)
- Showing the Flag and Other Stories (1989)
- Trio: Three Stories from Cheltenham (1993)
- Going into a Dark House (1994)
- Missing the Midnight (1997)
- The Green Man (1998)
- The People on Privilege Hill (2007)
  - Die Leute von Privilege Hill : Erzählungen. Übersetzung Isabel Bogdan. Hanser, Berlin 2017, ISBN 978-3-7632-6988-4.
- The Stories of Jane Gardam (2014)

### Romane
- Bilgewater (1977)
- God on the Rocks (1978)
  - Mädchen auf den Felsen. Roman. Übersetzung Isabel Bogdan. Hanser, Berlin 2022, ISBN 978-3- 446-27228-6.
- Crusoe’s Daughter (1985)
  - Robinsons Tochter. Roman. Übersetzung Isabel Bogdan. Hanser Berlin, München 2020, ISBN 978-3-446-26783-1.
- The Queen of the Tambourine (1991)
  - Gute Ratschläge. Roman. Übersetzung Monika Baark. Hanser, Berlin 2024, ISBN 978-3-446-27957-5.
- Faith Fox (1996)
  - Himmlische Aussichten. Übersetzung Eva Malsch. Bastei-Verlag Lübbe, Bergisch Gladbach 1999, ISBN 978-3-404-14256-9.
- The Flight of the Maidens (2000)

Romantrilogie:
- Old Filth (2004)
  - Ein untadeliger Mann. Übersetzung Isabel Bogdan. Hanser, München 2015, ISBN 978-3-446-24924-0.
- The Man in the Wooden Hat (2009)
  - Eine treue Frau. Übersetzung Isabel Bogdan. Hanser, München 2016, ISBN 978-3-446-25074-1.
- Last Friends (2013)
  - Letzte Freunde. Übersetzung Isabel Bogdan. Hanser, Berlin 2016, ISBN 978-3-446-25290-5.

### Sachbuch
- The Iron Coast (1994)

## Hörbücher
- 2016: Ein untadeliger Mann. Gelesen von Ulrich Noethen. Hörbuch Hamburg, ISBN 978-3-95713-014-3.
- 2016: Eine treue Frau. Gelesen von Eva Mattes. Hörbuch Hamburg, ISBN 978-3-95713-025-9.
- 2016: Letzte Freunde. Gelesen von Felix von Manteuffel. Hörbuch Hamburg, ISBN 978-3-95713-056-3.